# Мотузко Григорій Пилипович
Григорій Пилипович Мотузко (21 січня 1909, тепер Берестинський район, Харківська область — березень 1961, місто Київ) — радянський партійний діяч, журналіст, відповідальний редактор журналу «Більшовик України», старший науковий співробітник.

## Біографія
Освіта вища. Член ВКП(б) з 1940 року.
З серпня 1941 по липень 1945 року — в Червоній армії, учасник німецько-радянської війни. Навчався на Курсах вдосконалення командного складу, служив у навчальному полку начальницького складу автобронетанкових і танкових військ. Був поранений, лікувався у військових госпіталях.
До листопада 1950 року — відповідальний секретар та член редакційної колегії журналу «Більшовик України», одночасно старший науковий співробітник Українського філіалу інституту Маркса-Енгельса-Леніна при ЦК ВКП(б) у місті Києві.
У листопаді 1950 — 1953 року — відповідальний редактор центрального органу ЦК КП(б)У журналу «Більшовик України» (з жовтня 1952 року — «Комуніст України»).
До березня 1961 року — член редакційної колегії та редактор відділу центрального органу ЦК КПУ журналу «Комуніст України».
Помер у березні 1961 року в Києві.

## Звання
- старший лейтенант